# Estados Unidos nos Jogos Olímpicos de Inverno de 1948
Os Estados Unidos competiram nos Jogos Olímpicos de Inverno de 1948 em Sankt-Moritz, Suíça.